# Wukir Sari (Cangkringan)
Wukir Sari is een bestuurslaag in het regentschap Sleman van de provincie Jogjakarta, Indonesië. Wukir Sari telt 9780 inwoners (volkstelling 2010).